# Олавик (национальный парк)
Национальный парк Олавик (англ. Aulavik National Park, фр. Parc national Aulavik) — национальный парк Канады, расположенный на севере острова Банкс в канадских Северо-Западных территориях.
Название парка на языке инувиалуктун означает «место, где люди путешествуют» (англ. place where people travel). Местные жители основали населённый пункт Сакс-Харбор южнее парка. В нём проживает около 120 человек, они имеют право заниматься охотой и рыбалкой на территории парка.

## Физико-географическая характеристика

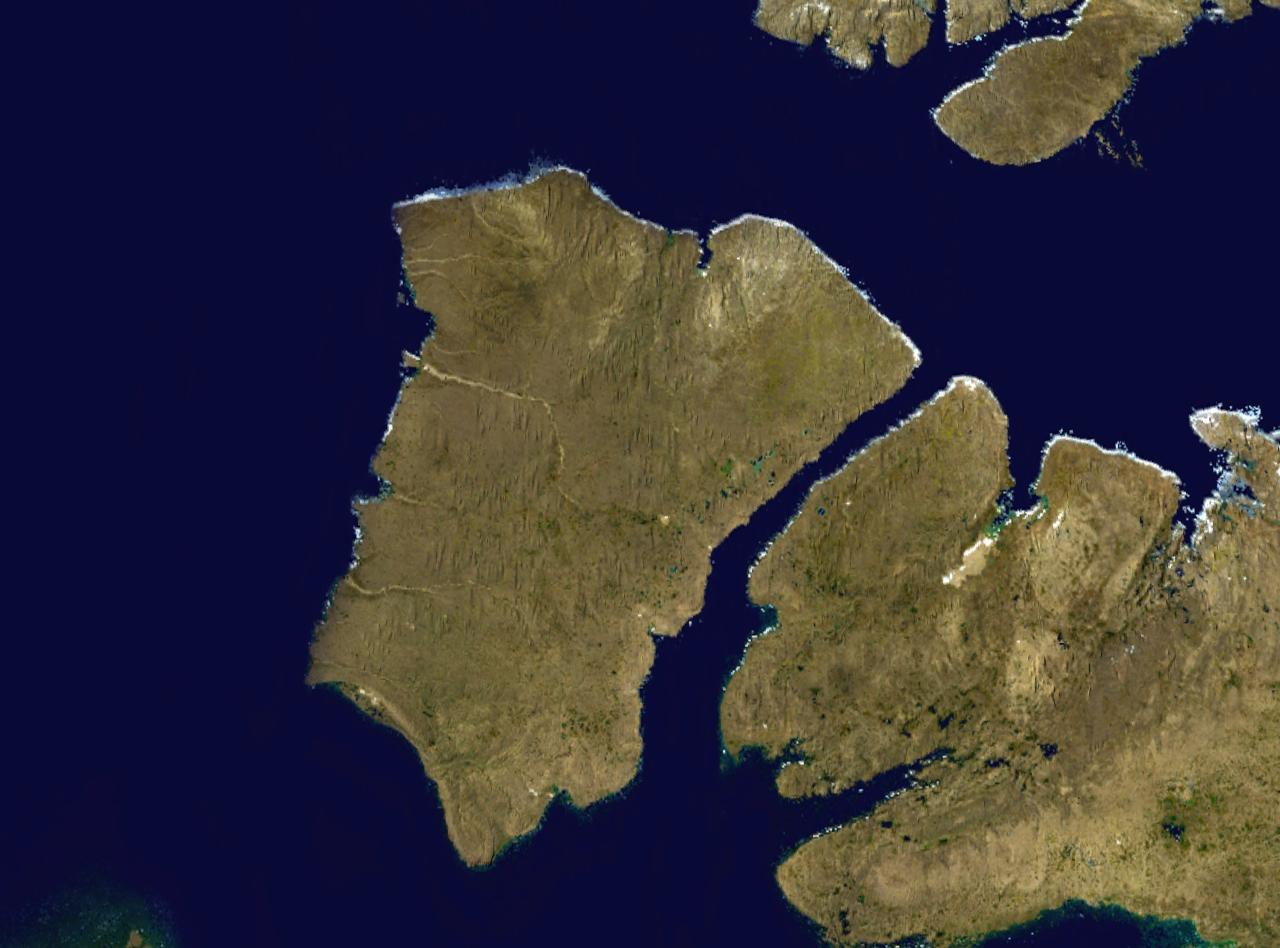
Остров Банкс

Национальный парк расположен на севере острова Банкс, который в свою очередь является самым западным островом Канадского Арктического архипелага. Территория парка представляет собой тундру, покрытую снегом с сентября по июнь.
На территории парка по широкой долине протекает река Томсен (Thomsen River) и её приток река Маскокс (Muskox River). Кроме того, расположено несколько озёр, в том числе озеро Нангмагвик (Nangmagvik). Северное побережье представляет собой отвесные скалы высотой в несколько сотен метров, за которыми начинается пролив Мак-Клур с двумя заливами Кастел-Бей (Castel Bay) и Мерки-Бей (Mercy Bay), которые на 15 км вдаются вглубь острова. На юго-востоке плато достигает высоты 450 метров над уровнем моря.
В прошлом большая часть парка была покрыта ледником. Почти на всей территории парка, кроме его северо-западной части, сохранились следы его присутствия: конечные морены, эскеры и друмлины.
В летние месяцы средняя температура в парке составляет 10 °C (в интервале от 1 °C до 20 °C), на побережье несколько холоднее: от −2 °C до 12 °C со средней температурой 8 °C. Среднее годовое количество осадков — 300 мм. Территория представляет собой арктическую пустыню.

## Флора и фауна
Наиболее крупными млекопитающими на острове являются овцебыки (Ovibos moschatus), их количество сильно возросло за последние 50 лет. По оценкам 2001 года на территории парка обитало более 13 500 особей, что составляет пятую часть от всего поголовья на острове. Учёными при поддержке правительства Северо-Западных территорий и агентства Парки Канады ведутся исследования возможного влияния таких изменений на экосистему. Помимо овцебыков в парке обитают также карибу (Rangifer tarandus pearyi), песец (Vulpes lagopus), мелвильский островной волк (Canis lupus arctos), горностай (Mustela erminea), полярный заяц (Lepus arcticus), (Lemmus trimucronatus) и (Dicrostonyx). Популяция карибу сильно уменьшалась до 1990-х годов. Исследования 2000-х годов показывают, что размеры стада начали восстанавливаться. 
На территории парка постоянно обитает только два вида птиц куропатки и вороны. Вместе с тем, 43 вида обитает сезонно, 32 из них гнездятся и выводят потомство. К редким видам относятся лапландский подорожник (Calcarius lapponicus), рогатый жаворонок (Eremophila alpestris), тулес (Pluvialis squatarola), длиннохвостый поморник (Stercorarius longicaudus) и канадский журавль (Grus canadensis). Кроме того, на территории парка обитают краснозобая гагара (Gavia stellata), белоклювая гагара (Gavia adamsii), песчанка (Calidris alba), (Calidris pusilla), камнешарка (Arenaria interpres), плосконосый плавунчик (Phalaropus fulicarius) и (Anthus spinoletta). Хищники представлены белой совой (Bubo scandiacus), мохноногим канюком (Buteo lagopus), кречетом (Falco rusticolus) и сапсаном (Falco peregrinus), основным источником пищи которых являются лемминги.
В прибрежных водах обитают белый медведь (Ursus maritimus), кольчатая нерпа (Pusa hispida), морской заяц (Erignathus barbatus), белуха (Delphinapterus leucas)  и гренландский кит (Balaena mysticetus). В водах реки Томсен обитает шесть видов рыб: озёрный голец-кристивомер (Salvelinus namaycush), арктический голец (Salvelinus alpinus), сибирская ряпушка (Coregonus sardinella), ряпушка Артеди (Coregonus artedi), девятииглая колюшка (Pungitius pungitius) и четырёхрогий бычок (Myoxocephalus quadricornis).
Самым высоким растением на территории парка является ива арктическая (Salix arctica). Вместе с тем, на острове произрастает более 150 видов цветущих растений. Растительный сезон очень короток, своего пика достигает в начале июля. Больше всего цветов на южных солнечных склонах, укрытых от ветра.